# Kodeks 0151
Kodeks 0151 (Gregory-Aland no. 0151, Soden X21) – grecki kodeks uncjalny Nowego Testamentu na pergaminie, paleograficznie datowany na IX wiek. Rękopis przechowywany jest na wyspie Patmos.

## Opis
Do dziś zachowało się 192 kart kodeksu (34 na 25 cm) z tekstem Listów Pawła; część kart zaginęła.
Tekst pisany jest dwoma kolumnami na stronę, w 33 linijkach w kolumnie; zawiera komentarz.

## Tekst
Grecki tekst kodeksu przekazuje Tekst bizantyński. Kurt Aland zaklasyfikował go do kategorii V.
Tekst rękopisu jest bardzo bliski dla Kodeksu Moskiewskiego i tworzy z nim parę tekstualną.

## Historia
Kodeks datowany jest na IX wiek.
Początkowo był klasyfikowany jako minuskuł 414p. W 1908 roku Gregory zaliczył go do majuskułów i nadał mu siglum 0151.
Rękopis jest przechowywany w Klasztorze św. Jana Teologa (62), na wyspie Patmos.